# Floodland
Floodland släpptes i november 1987 och är The Sisters of Mercy's andra studioalbum. 

## Bakgrund
Albumet blev framgångsrikt och singeln This Corrosion hamnade på plats 7 på UK Singles Chart. Även de efterföljande singlarna Dominion och Lucretia My Reflection hamnade Top 20.
Andrew Eldritch skrev all text och musik på albumet, och The Sisters of Mercy var vid denna tidpunkt enbart ett studioband. Medlem var även Patricia Morrison som enligt Eldritch, endast medverkade på skivomslag, musikvideos och i intervjuer. Patricia Morrison hade en viktig del i The Sisters of Mercys visuella framtoning och singlarnas musikvideos spelades flitigt på MTV. Musikvideon till Dominion hade spelats in i Petra.
Albumet producerades av Eldritch tillsammans med Larry Alexander. Jim Steinman producerade singeln This Corrosion och anlitade sex körsångare samt 40-manna kören New York Choral Society. Steinman var även medproducent på Dominion/Mother Russia.
På CD-utgåvan tillkom låten Colours, som fanns i en tidigare version på albumet Gift med The Sisterhood från 1986. The Sisterhood var ett studioprojekt med Andrew Eldritch, Patricia Morrison, Alan Vega, Lucas Fox och James Ray.

## Låtlista

### LP Sida A
1. Dominion / Mother Russia
2. Flood I
3. Lucretia My Reflection
4. 1959

### LP Sida B
1. This Corrosion
2. Flood II
3. Driven Like the Snow
4. Never Land (A Fragment)

### Bonuslåtar på CD
- Torch (b-sida på singeln This Corrosion)
- Colours (från maxisingeln This Corrosion)

### Bonuslåtar på remastrad version 2006
- Torch
- Colours
- Never land (full length version)
- Emma (Hot Chocolate-cover och tidigare bonuslåt på vinyl versionen av maxisingeln Dominion).